# 葉毒蛙屬
葉毒蛙屬（Phyllobates），又名葉箭毒蛙屬，是南美洲尼加拉瓜至哥倫比亞特有的一屬箭毒蛙。其下包含了最毒的金色箭毒蛙。牠們皮膚的顏色也很鮮艷，毒性因物種而有異。南美洲土著只會使用葉毒蛙屬的毒液來製作毒箭。牠們皮膚上分泌最毒的生物鹼是箭毒蛙碱，但也會分泌多種不同的毒物。

## 分類
葉毒蛙屬學名的拉丁文意思是「攀葉者」。此屬內曾包含了多種現分類箭毒蛙屬的物種，但現時只餘下金色箭毒蛙群，這些物種包括：
- 綠畫眉箭毒蛙 Phyllobates aurotaenia (Boulenger, 1913)
- 黑腿箭毒蛙 Phyllobates bicolor Duméril & Bibron, 1841
- 畫眉箭毒蛙 Phyllobates lugubris (Schmidt, 1857)
- 金色箭毒蛙 Phyllobates terribilis Myers, Daly & Malkin, 1978
- 紅畫眉箭毒蛙 Phyllobates vittatus (Cope, 1893)

## 保育狀況
本属所有种均被列為《瀕危野生動植物種國際貿易公約》附錄二的物種，被限制出口及貿易。